# Joan Dimitrow
Joan Danielow Dimitrow (bg. Йоан Даниелов Димитров ;ur. 6 stycznia 1996) – bułgarski zapaśnik walczący w stylu klasycznym. Zajął jedenaste miejsce na mistrzostwach świata w 2021.
Piąty na mistrzostwach Europy w 2022. Drugi na ME U-23 w 2016 roku.